# Максимович, Иван Петрович (богослов)
Ива́н Петро́вич Максимо́вич (1809—1861) — профессор еврейского языка в Киевской духовной академии.

## Биография
Родился в Киеве в 1809 году. Сын протоиерея Петра Максимовича (28.06.1773 — 18.02.1857), служившего в Киево-Подольском Успенском соборе, эконома Киево-Могилянской академии (1814—1828); его прадед по отцовской линии архимандрит Игнатий был префектом, а прапрадед архимандрит Манассия (Максимович) — ректором Киево-Могилянской академии.
В 1827 году окончил Киевскую духовную семинарию, а в 1831 году — Киевскую духовную академию со степенью магистра богословия. Был определён преподавателем словесности Киевской семинарии. Первым в истории семинарии стал читать словесность на русском языке (до него преподавание строилось на учебных пособиях по латинской риторике И. Ф. Бургия); 26 октября 1835 года был перемещён на класс философии. Кроме того, с 1 ноября 1831 по 15 июля 1833 года и с 7 января 1835 по 17 августа 1836 года он безвозмездно исполнял должность профессора по классу Священного Писания, сначала в низшем, затем в среднем и высшем отделениях семинарии. С 8 февраля 1832 года он был также секретарём семинарского правления, а с 13 марта 1835 года — членом правления по училищной и экономической частям и помощником инспектора.
С 1836 года стал преподавать в Киевской духовной академии: с 17 августа 1836 года — бакалавр, с марта 1848 года — ординарный профессор по кафедре еврейского языка и, временно, по кафедре русской церковной истории. С 25 июня 1842 по 22 ноября 1843 года он также преподавал русскую гражданскую и церковную историю.
С 20 февраля 1846 года по прошению был уволен из духовного звания; 6 сентября того же года был определён помощником библиотекаря, а с 28 августа 1858 года состоял библиотекарем академии; 29 января 1860 года стал членом правления академии. Неоднократно входил в состав временных строительных комитетов. Был награждён знаками «отличия беспорочной службы» за XV, XX, XXV лет, произведён в чин статского советника. 
Умер 20 марта (1 апреля) 1861 года. Похоронен на Щекавицком кладбище Киевского Братского монастыря.
Начал перевод Ветхого Завета с иврита, но напечатал лишь 19 глав книги Царств («Труды Киевской академии», 1861).
Занимался синодальным переводом «Книги Екклесиаста» от Киевской духовной академии, его перевод вышел посмертно в 1861 году и подвергся критике.
Отд. изд.: «Историческое обозрение седьмого Вселенского собора» (Киев, 1845) и «Паломник киевский, или путеводитель по монастырям и церквам киевским» (Киев, 1842; 1845; 1849; 4-е изд. — Киев: Унив. тип., 1854. — [4, IV, 140 с.]).

## Семья
Был женат на дочери киевского священника Марфе Васильевне Василевской и имел 2 сыновей и 2 дочерей
- Иван (1853—?), военный врач, участник русско-турецкой войны (1877-1878 гг.), тайный советник;
- Николай (1855—1928), учёный-гидротехник, начальник Управления внутренних водных путей и шоссейных дорог, тайный советник
- Антонина (?—?), была замужем за профессором И. И. Малышевским.